# Monastická teologie
Monastická teologie je označení pro myšlenkový proud v teologii, datovaný zejména do 11. a 12. století. Tuto teologii rozvíjeli mniši v klášterech (odtud její název). Částečně se překrývá s počátky scholastické teologie a do jisté míry je vůči ní v opozici. Jedním z významných představitelů monastické teologie je svatý Bernard z Clairvaux.

## Charakteristika
Monastická teologie vznikla v prostředí klášterů (zejména cisterciáckých) v období mezi koncem patristické teologie a začátkem scholastické teologie. V jistém smyslu navazovala na tradici patristiky a jejími hlavními prameny bylo studium Bible, meditativní promýšlení jejích textů (tzv. lectio continua) a studium patristických spisů. 
Pojem monastická teologie použil poprvé Jean Leclercq po roce 1946 a rozuměl jím hlavně mnišskou teologickou tradici z 11. a 12. století, která byla zaměřena na osobní duchovní život jednotlivého člověka a kontemplaci. Monastická teologie existovala ještě dlouho po vzniku teologie scholastické, a dostávala se s ní do sporů.
Hugo od Svatého Viktora ve svém spisu De sacramentis christianae fidei dělí teologii do dvou částí. Tzv. teologia mundana je podle něj založena na stvořených věcech, má blízko k filosofii a je problematická pro pýchu těch, kdo na ní pracují. Oproti ní je postavena tzv. teologia divina, která je Božím slovem, které se lidskými výrazovými prostředky sděluje světu. V tomto podání jsou zřejmé obavy, aby se teologie nedostala až příliš pod vliv filosofie. Monastickou teologii a její časté vymezování se vůči scholastice, lze pak chápat jako reakci na tuto obavu. 
Monastické pojetí teologie přetrvávalo až do 13. století a později zaniklo ve scholastice.

## Významné postavy monastické teologie
- Bernard z Clairvaux
- Hugo od Svatého Viktora
- Jáchym z Fiore
- Antonín z Padovy